# Dicloroisocianurato de sodio
El dicloroisocianurato de sodio (DCI : trocloseno de sodio, troclosenum natricum o NaDCC o SDIC) es un compuesto químico ampliamente utilizado como agente limpiador y desinfectante. Es un sólido incoloro, soluble en agua, producido como resultado de la reacción del ácido cianúrico con el cloro. También se conoce el dihidrato ( 51580-86-0 ) como es la sal de potasio ( 2244-21-5 ).

## Usos
Se utiliza principalmente como desinfectante, biocida y desodorante industrial. Se encuentra en algunas tabletas/filtros de purificación de agua modernos. Es más eficiente que el desinfectante de agua de halazona, utilizado anteriormente. En esta aplicación es una fuente de cloro de liberación lenta en bajas concentraciones a una velocidad relativamente constante. Como desinfectante, se utiliza para esterilizar agua potable, piscinas, vajillas y aire, y para luchar contra enfermedades infecciosas como agente de desinfección de rutina.
Se puede utilizar para la desinfección y esterilización ambiental, por ejemplo, en la cría de ganado, aves, peces y gusanos de seda, para blanquear textiles, para limpiar el agua de circulación industrial y para evitar que la lana se encoja.
La reacción entre NaDCC y una solución diluida de sulfato de cobre (II) produce un precipitado lila intenso de la sal compleja de dicloroisocianurato de cobre y sodio. Las reacciones entre sales de dicloroisocianurato (Na, K, Li, Ba, Ca) y sales de metales de transición (Ni, Cu, Cd) se describen en la patente US 3.055.889. La reacción general es:
CuSO4 + 4 Na(C3N3O3Cl2 ) → Na2 [Cu(C3N3O3Cl2)4 ] + Na2SO4
El dicloroisocianurato de sodio se usa para mostrar la quimioluminiscencia, ya que emite una luz roja al descomponerse con peróxido de hidrógeno concentrado (130 vol, 35 %).[cita requerida]
Se considera peligroso según OSHA 29 CFR 1910.1200. La exposición de alto nivel puede causar el síndrome de disfunción reactiva de las vías respiratorias (RADS).